# Campeonato Rondoniense de Futebol de 2012
A 71.ª edição do Campeonato Rondoniense de Futebol Profissional de 2012 foi realizado entre os dias 25 de março e 10 de junho de 2012 e contou com a participação de 8 Clubes de 7 cidades de Rondônia. Ji-Paraná Futebol Clube consagrou-se campeão e garantiu vaga na Copa do Brasil de 2013. O Esporte Clube Espigão, campeão em 2011, foi o vice-campeão.

## Regulamento[3]

### Primeira fase (classificatória)
Nessa fase as 8 equipes disputarão jogos de ida e volta no formato todos contra todos, classificando-se para a próxima fase as 4 associações mais bem colocadas.Apenas o campeão disputará a Copa do Brasil de 2013.

### Segunda fase (Semifinal)
Os enfrentamentos dessa fase serão definidos por cruzamento olímpico (1º vs 4º e 2º vs 3º), de acordo com a classificação apurada após os jogos da primeira fase. Os confrontos serão em jogos de ida e volta, classificando-se à final a equipe que obtiver mais pontos nos dois confrontos, caso ocorra empate por pontos ganhos, aplicar-se-á o seguinte critério de desempate:

1. Saldo de gols. 

2. Cobrança de penalidades máximas.

### Final
A final ocorrerá entre as equipes classificadas na Semifinal. Será realizada em jogos de ida e volta seguindo os mesmos critérios da Segunda fase.

O mando de campo da segunda partida será da equipe com melhor desempenho na primeira fase (válido para Semifinal e Final).

## Participantes de 2012
| Equipe           | Cidade           | Em 2011         | Estádio            | Capacidade | Títulos             |
| Ariquemes        | Ariquemes        | 2º (1ª divisão) | Valerião           | 5 000      | 2 (último em 1994)  |
| Espigão          | Espigão do Oeste | 1º (1ª divisão) | Luizinho Turatti   | 4 000      | 1 (2011)            |
| Genus            | Porto Velho      | 4º (1ª divisão) | Aluizão            | 7 000      | 0 (não possui)      |
| Moto Clube       | Porto Velho      | 6º (1ª divisão) | Aluizão            | 7 000      | 10 (último em 1981) |
| Rolim de Moura   | Rolim de Moura   | 5º (1ª divisão) | Cassolão           | 5 000      | 0 (não possui)      |
| Ji-Paraná        | Ji-Paraná        | 1º (2ª divisão) | Biancão            | 5 000      | 8 (último em 2001)  |
| União Cacoalense | Cacoal           | 2º (2ª divisão) | Aglair Nogueira    | 8 000      | 2 (último em 2004)  |
| Vilhena          | Vilhena          | 3º (1ª divisão) | Portal da Amazônia | 7 000      | 3 (último em 2010)  |

## Primeira fase (classificatória)
Jogos da primeira fase do 'Campeonato Rondoniense de Futebol de 2012'

### 1ª Rodada
| 25 de Março | Genus | 0 - 1 | Moto | Aluízão, Porto Velho, RO |
| 18hs        |       |       |      |                          |

| 25 de Março | Ariquemes | 0 - 0 | Ji-Paraná | Valerião, Ariquemes, RO |
| 17hs        |           |       |           |                         |

| 25 de Março | Rolim de Moura | 5 - 0 | União Cacoalense | Cassolão, Rolim de Moura, RO |
| 17hs        |                |       |                  |                              |

| 25 de Março | Espigão | 1 - 1 | Vilhena | Luizinho Turratti, Espigão do Oeste, RO |
| 18hs        |         |       |         |                                         |

### 2ª Rodada
| 1º de Abril | Moto | 1 - 2 | Ariquemes | Aluizão, Porto Velho, RO |
| 18hs        |      |       |           |                          |

| 1º de Abril | Ji-Paraná | 2 - 4 | Genus | Biacão, Ji-Paraná, RO |
| 18hs        |           |       |       |                       |

| 1º de Abril | União Cacoalense | 0 - 5 | Espigão | Aglair Nogueira, Cacoal, RO |
| 17hs        |                  |       |         |                             |

| 1º de Abril | Vilhena | 2 - 1 | Rolim de Moura | Portal da Amazônia, Vilhena, RO |
| 17hs        |         |       |                |                                 |

### 3ª Rodada
| 4 de Abril | Genus | 0 - 2 | Vilhena | Aluizião, Porto Velho, RO |
| 19h30min   |       |       |         |                           |

| 4 de Abril | Ariquemes | 2 - 0 | União Cacoalense | Valerião, Ariquemes, RO |
| 19h30min   |           |       |                  |                         |

| 4 de Abril | Espigão | 2 - 1 | Ji-Paraná | Luizinho Turrati, Espigão do Oeste, RO |
| 19h30min   |         |       |           |                                        |

| 4 de Abril | Rolim de Moura | 1 - 4 | Moto | Cassolão, Rolim de Moura, RO |
| 19h30min   |                |       |      |                              |

### 4ª Rodada
| 8 de Abril | Moto | 3 - 0 | Espigão | Aluizão, Porto Velho, RO |
| 18hs       |      |       |         |                          |

| 8 de Abril | União Cacoalense | 1 - 4 | Genus | Aglair Nogueira, Cacoal, RO |
| 17hs       |                  |       |       |                             |

| 8 de Abril | Vilhena | 1 - 0 | Ariquemes | Portal da Amazônia, Vilhena, RO |
| 17h30min   |         |       |           |                                 |

| 8 de Abril | Ji-Paraná | 2 - 1 | Rolim de Moura | Biancão, Ji-Paraná, RO |
| 17hs       |           |       |                |                        |

### 5ª Rodada
| 15 de Abril | Genus | 3 - 1 | Ariquemes | Aluizão, Porto Velho, RO |
| 16hs        |       |       |           |                          |

| 15 de Abril | Rolim de Moura | 1 - 3 | Espigão | Cassolão, Rolim de Moura, RO |
| 17hs        |                |       |         |                              |

| 15 de Abril | União Cacoalense | 0 - 3 | Vilhena | Aglair Nogueira, Cacoal, RO |
| 17hs        |                  |       |         |                             |

| 15 de Abril | Ji-Paraná | 2 - 1 | Moto | Biancão, Ji-Paraná, RO |
| 17hs        |           |       |      |                        |

### 6ª Rodada
| 18 de Abril | Moto | 6 - 2 | União Cacoalense | Aluizão, Porto Velho, RO |
| 16hs        |      |       |                  |                          |

| 18 de Abril | Ariquemes | 1 - 0 | Rolim de Moura | Valerião, Ariquemes, RO |
| 19h30min    |           |       |                |                         |

| 18 de Abril | Espigão | 1 - 0 | Genus | Luizinho Turratti, Espigão do Oeste, RO |
| 19h30min    |         |       |       |                                         |

| 18 de Abril | Vilhena | 1 - 1 | Ji-Paraná | Portal da Amazônia, Vilhena, RO |
|             |         |       |           |                                 |

### 7ª Rodada
| 22 de Abril | Genus | 4 - 0 | Rolim de Moura | Aluizão, Porto Velho, RO |
| 16hs        |       |       |                |                          |

| 22 de Abril | Ji-Paraná | 7 - 2 | União Cacoalense | Biancão, Ji-Paraná, RO |
| 17hs        |           | [ 4 ] |                  |                        |

| 22 de Abril | Ariquemes | 3 - 1 | Espigão | Valerião, Ariquemes, RO |
| 17hs        |           |       |         |                         |

| 22 de Abril | Vilhena | 5 - 1 | Moto | Portal da Amazônia, Vilhena, RO |
| 17hs        |         |       |      |                                 |

### 8ª Rodada
| 28-04-2012 | Moto | 1 - 1 | Genus | Aluizão, Porto Velho, RO |
| 16hs       |      |       |       |                          |

| 28-04-2012 | Ji-Paraná | 1 - 2 | Ariquemes | Biancão, Ji-Paraná, RO |
| 19h30min   |           |       |           |                        |

| 28-04-2012 | União Cacoalense | 2 - 1 | Rolim de Moura | Aglair Nogueira, Cacoal, RO |
| 19h30min   |                  |       |                |                             |

| 28-04-2012 | Vilhena | 2 - 2 | Espigão | Portal da Amazônia, Vilhena, RO |
| 19h30min   |         |       |         |                                 |

### 9ª Rodada
| 01-05-2012 | Genus | 0 - 0 | Ji-Paraná | Aluizão, Porto Velho, RO |
| 16hs       |       |       |           |                          |

| 01-05-2012 | Ariquemes | 4 - 2 | Moto | Valerião, Ariquemes, RO |
| 17hs       |           |       |      |                         |

| 01-05-2012 | Rolim de Moura | 0 - 2 | Vilhena | Cassolão, Rolim de Moura, RO |
| 17hs       |                |       |         |                              |

| 01-05-2012 | Espigão | 3 - 0 | União Cacoalense | Luizinho Turrati, Espigão do Oeste, RO |
| 18hs       |         |       |                  |                                        |

### 10ª Rodada
| 05-05-2012 | União Cacoalense | 0 - 5 | Ariquemes | Aglair Nogueira, Cacoal, RO |
| 20:30      |                  |       |           |                             |

| 06-05-2012 | Moto | 2 - 2 | Rolim de Moura | Aluizão, Porto Velho, RO |
| 16hs       |      |       |                |                          |

| 06-05-2012 | Ji-Paraná | 3 - 3 | Espigão | Biancão, Ji-Paraná, RO |
| 17hs       |           |       |         |                        |

| 06-05-2012 | Vilhena | 2 - 0 | Genus | Portal da Amazônia, Vilhena, RO |
| 17hs       |         |       |       |                                 |

### 11ª Rodada
| 13-05-2012 | Genus | 3 x 0 | União Cacoalense (W.O.) | Aluizão, Porto Velho, RO |
| 16hs       |       |       |                         |                          |

| 13-05-2012 | Ariquemes | 0 x 0 | Vilhena | Valerião, Ariquemes, RO |
| 17hs       |           |       |         |                         |

| 13-05-2012 | Rolim de Moura | 1 x 2 | Ji-Paraná | Cassolão, Rolim de Moura, RO |
| 17hs       |                |       |           |                              |

| 13-05-2012 | Espigão | 2 x 1 | Moto | Luizinho Turrati, Espigão do Oeste, RO |
| 18hs       |         |       |      |                                        |

### 12ª Rodada
| 20-05-2012 | Moto | 1 - 1 | Ji-Paraná | Aluizão, Porto Velho, RO |
| 16hs       |      |       |           |                          |

| 20-05-2012 | Ariquemes | 2 - 2 | Genus | Valerião, Ariquemes, RO |
| 17hs       |           |       |       |                         |

| 20-05-2012 | Vilhena | 3 - 0 | União Cacoalense (W.O.) | Portal da Amazônia, Vilhena, RO |
| 17hs       |         |       |                         |                                 |

| 20-05-2012 | Espigão | 6 - 3 | Rolim de Moura | Luizinho Turrati, Espigão do Oeste, RO |
| 18hs       |         |       |                |                                        |

### 13ª Rodada
| 23-05-2012 | Genus | 2 - 2 | Espigão | Aluizão, Porto Velho, RO |
| 16hs       |       |       |         |                          |

| 23-05-2012 | Rolim de Moura | 2 - 2 | Ariquemes | Cassolão, Rolim de Moura, RO |
| 19h30min   |                |       |           |                              |

| 23-05-2012 | Ji-Paraná | 1 - 0 | Vilhena | Baincão, Ji-Paraná, RO |
| 19h30min   |           |       |         |                        |

| 23-05-2012 | União Cacoalense (W.O.) | 0 - 3 | Moto | Aglair Nogueira, Cacoal, RO |
| 19h30min   |                         |       |      |                             |

### 14ª Rodada
| 27-05-2012 | Rolim de Moura | 3 - 2 | Genus | Cassolão, Rolim de Moura, RO |
| 16hs       |                |       |       |                              |

| 27-05-2012 | União Cacoalense (W.O.) | 0 - 3 | Ji-Paraná | Aglair Nogueira, Cacoal, RO |
| 16hs       |                         |       |           |                             |

| 27-05-2012 | Espigão | 0 - 0 | Ariquemes | Luizinho Turrati, Espigão do Oeste, RO |
| 16hs       |         |       |           |                                        |

| 27-05-2012 | Moto Clube | 1 - 2 | Vilhena | Aluizão, Porto Velho, RO |
| 16hs       |            |       |         |                          |

### Classificação
|  |    | Equipes          | PG | J  | V | E | D | GP | GC | SG  |
|  | -- | ---------------- | -- | -- | - | - | - | -- | -- | --- |
|  | 1° | Vilhena          | 31 | 14 | 7 | 4 | 0 | 21 | 5  | 16  |
|  | 2° | Espigão          | 26 | 14 | 6 | 3 | 2 | 23 | 15 | 8   |
|  | 3° | Ariquemes        | 26 | 14 | 7 | 2 | 2 | 20 | 9  | 11  |
|  | 4° | Ji-Paraná        | 23 | 14 | 4 | 4 | 3 | 21 | 17 | 4   |
|  | 5° | Genus            | 19 | 14 | 5 | 2 | 5 | 21 | 14 | 8   |
|  | 6° | Moto Clube       | 18 | 14 | 4 | 2 | 5 | 23 | 21 | 2   |
|  | 7° | Rolim de Moura   | 8  | 14 | 2 | 1 | 9 | 14 | 24 | -12 |
|  | 8° | União Cacoalense | 3  | 14 | 1 | 0 | 9 | 7  | 44 | -37 |

|  |                                     |
|  | Zona de classificação à Semifinal   |
|  | Equipes eliminadas na Primeira Fase |
|  | Zona de rebaixamento à 2ª Divisão   |

## Segunda Fase (Semifinal)

### Jogos de Ida
| 27 de maio | Ji-Paraná Futebol Clube | 3 - 1 | Vilhena Esporte Clube | Biancão, Ji-Paraná, RO |
| 20:00      |                         |       |                       |                        |

| 27 de maio | Ariquemes Futebol Clube | 1 - 2 | Esporte Clube Espigão | Valerião, Ariquemes, RO |
| 20:00      |                         |       |                       |                         |

### Jogos de Volta
| 31 de Maio | Vilhena Esporte Clube | 3 - 1 | Ji-Paraná Futebol Clube | Portal da Amazônia, Vilhena, RO |
| 19:00      |                       |       |                         |                                 |

| 31 de Maio | Esporte Clube Espigão | 3 - 0 | Ariquemes Futebol Clube | Luizinho Turrati, Espigão do Oeste, RO |
| 19:00      |                       |       |                         |                                        |

## Final

### Jogo de Ida
| 7 de junho | Ji-Paraná | 2 – 2     | Espigão | Estádio Biancão, Ji-Paraná,RO                                       |
| 17:00      |           | Relatório |         | Público: 3 155 Renda: R$ 30.775 Árbitro: RO Fledes Rodrigues Santos |

### Jogo de Volta
| 10 de junho | Espigão | 2 – 4             | Ji-Paraná | Estádio Luizinho Turatti, Espigão do Oeste, RO                           |
| 18:00       |         | Relatório imagens |           | Público: 2 616 Renda: R$ 24.720 Árbitro: RO Arnoldo Vasconcelos Figarela |

## Premiação
| Campeão Rondoniense 2012            |
| Ji-Paraná                           |
| ----------------------------------- |
| Ji-Paraná Futebol Clube (9º título) |